# Karl Marthinsen
Karl Alfred Nicolai Marthinsen (Karlsøy, 25 oktober 1896 – Blindern, 8 februari 1945) was de Noorse commandant van de op nationaalsocialistische leer geschoolde Statspolitiet en Sikkerhetspolitiet gedurende de Duitse bezetting van Noorwegen tijdens de Tweede Wereldoorlog. Hij werd in februari 1945 gedood in opdracht van de Noorse regering in ballingschap.

## Levensloop
Marthinsen nam aan het einde van de Eerste Wereldoorlog dienst in het Noorse leger. Hij bracht het tot de rang van sergeant. Na het eindigen van zijn militaire dienst was hij waarschijnlijk zeeman tot hij in 1928 zich weer bij het leger voegde. Hij werd gestationeerd in de grensstreek tussen Noorwegen en de Sovjet-Unie. Tijdens de Winteroorlog was hij als inlichtingenofficier verantwoordelijk voor het in de gaten houden van militairen die verdacht werden van het er op na houden van communistische sympathieën.
Na de oprichting van de Nasjonal Samling in 1933 was Marthinsen een van de eerste leden. Na de Duitse inval in april 1940 installeerde de Duitse regering een vazalregering onder leiding van Vidkun Quisling. Minister van Politie Jonas Lie benoemde hem tot hoofd van de nieuw gevormde Statspolitiet. Deze politieorganisatie, die op haar hoogtepunt driehonderdvijftig mensen in dienst had, maakte jacht op het verzet en ondersteunde bij de deportatie van de Noorse Joden. Marthinsen stond er om bekend dat hij het niet zo nauw nam met wettelijke procedures. Hij tolereerde de mishandeling van gevangenen door zijn ondergeschikten, als hij het al niet aanmoedigde. Marthinsen vervulde een verbindingspositie tussen de Noorse politie, de Noorse regering en de Duitse bezetting. Hij werd al snel beschouwd als hét hoofd van de Noorse politie. Daarnaast stond Marthinsen aan het hoofd van de paramilitaire organisatie Hird.
De verzetsgroep Milorg voerde in opdracht van de Noorse regering in ballingschap een aanslag uit op Marthinsen. Zij vreesde dat Marthinsen zich zou verzetten tegen een Duitse overgave in Noorwegen. De moord vond plaats op 8 februari 1945 vlakbij zijn huis. Een groep getrainde schutters wachtte hem op en opende het vuur toen zijn auto naderde. Marthinsen was direct dood, zijn chauffeur slechts lichtgewond.
Rijkscommissaris van Noorwegen Josef Terboven had dezelfde dag nog een ontmoeting met de verschillende Noorse bestuurders en de nazitop in Noorwegen. Bij het gesprek waren SS-commandant Wilhelm Rediess, hoofd van de Sicherheitspolizei Heinrich Fehlis, Vidkun Quisling, minister van Politie Jonas Lie en minister van Justitie Sverre Riisnæs aanwezig. Terboven eiste als vergeldingsmaatregel de executie van vijfenzeventig Noren. Het Noorse leiderschap protesteerde, maar Terboven wilde van geen wijken weken. Toch werd het aantal in gesprekken de dag erna naar vierendertig bijgesteld. De volgende dag werd bekendgemaakt dat zij geëxecuteerd waren. Na de oorlog werd duidelijk dat slechts negenentwintig mannen voor het vuurpeloton de dood vonden. De represaillemaatregel veroorzaakte een schok onder de bevolking en leidde ertoe dat de Noorse regering in ballingschap een algemeen moratorium op het doelgericht doden van hoge nazibeambten instelde.